# کالاتیا لانسیفولیا
کالاتیا لانسیفولیا(نام علمی: Calathea lancifolia) نام یک گونه از تیره مارانتائیان است.